# معركة سفياتوهيرسك
معركة سفياتوهيرسك كانت اشتباك عسكري بالقرب من مدينة سفياتوهيرسك بين القوات المسلحة لأوكرانيا والقوات المسلحة للاتحاد الروسي خلال معركة دونباس في عام 2022.

## خلفية
بدأت بعض الهجمات الروسية على إيزيوم في 28 فبراير 2022، مع استمرار الضربات الصاروخية من قبل الجيش الروسي في 3 مارس.  في 1 أبريل، أكد الجيش الأوكراني أن إيزيوم كانت تحت السيطرة الروسية.    في اليوم التالي، في مقابلة مع وكالة الانباء الأوكرانية، ادعى نائب عمدة إيزيوم فولوديمير ماتسوكين أن 80 % من المباني السكنية في المدينة قد دمرت وأنه لم يكن هناك كهرباء أو تدفئة أو مياه في المدينة. كانت كريمينا أول مدينة تسقط خلال هجوم دونباس الذي أعلنته روسيا في 18 أبريل. استمر القتال طوال الليل مع إطلاق نيران المدفعية الثقيلة في الشوارع. استولت القوات الروسية في وقت لاحق على قاعة المدينة في 19 أبريل.  في ذلك المساء، أفادت الأنباء أن القوات الأوكرانية المتبقية انسحبت، مما أعطى القوات الروسية السيطرة الكاملة على المدينة.  بحلول 27 مايو، أصبحت معظم مدينة ليمان تحت السيطرة الروسية. 

## المعركة
في مساء يوم 30 مايو، شنت القوات المسلحة للاتحاد الروسي هجوماً برياً أوسع نطاقاً بقصف مدفعي عنيف على المدينة. خلال يوم 31 مايو، شنت قوات مشاة الاتحاد الروسي هجومًا على سفياتوهيرسك بهدف تطويق المدينة بأكملها وتشكيل مكتنف. 
خلال 3-4 يونيو، اشتدت الضربات. أعلنت وزارة الدفاع في الاتحاد الروسي في 6 يونيو أنها سيطرت بشكل كامل على مدينة سفياتوهيرسك وسفياتوهيرسك لافرا.  في 8 يونيو، أكد معهد دراسة الحرب أن القوات الروسية تقدمت إلى المدينة، لكنه قال أنه من غير الواضح ما إذا كانت قواتها قد استولت بالكامل على سفياتوهيرسك.  في 9 يونيو، زعمت وسائل الإعلام الأوكرانية أن القوات الروسية استولت على جزء من المدينة وأن القسم الغربي منها لا يزال تحت السيطرة الأوكرانية.  ومع ذلك، أكدت تقارير لاحقة أن البلدة قد استولى عليها الجيش الروسي. 